# Peregrine Lascelles
Peregrine Lascelles (Whitby, 1º giugno 1685 – Whitby, 26 marzo 1772) è stato un generale britannico.

## Biografia

### La famiglia e i primi anni
La famiglia Lascelles era originaria dello Yorkshire, in Inghilterra, e vantava una tradizione di interessi mercantili a Londra, in Irlanda, nel New England e nelle Barbados. Suo nonno, Peregrine (1619-1658), era uno dei tre fratelli (assieme a Francis (1612-1667) e Thomas (1624-1697)) che supportarono i parlamentari nel 1639-1652 durante la guerra dei tre regni, e Francis prese addirittura parte al processo a Carlo I d'Inghilterra.
Suo padre Peregrine (m. 1699), ereditò terreni a Lythe e sposò Mary Wigginer, di una nota famiglia mercantile di Whitby. Peregrine nacque nel 1685.

### La carriera militare
Diversi membri della sua famiglia entrarono nell'esercito britannico, incluso il geniere Thomas Lascelles (1670-1751), che divenne poi Surveyor-General of the Ordnance nel 1742. Nell'aprile del 1706, Peregrine entrò nel reggimento del barone Lovelace, una nuova unità creata per lo scoppio della guerra di successione spagnola. Venne trasferito al reggimento di fanteria di Lepell nel 1708, quando Lovelace venne nominato governatore del New Jersey.

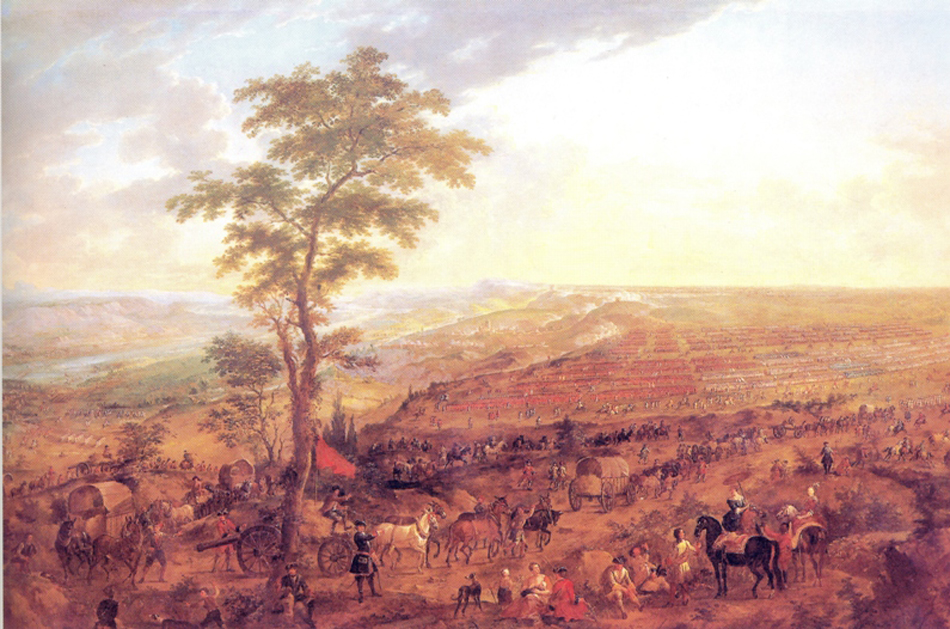
Almenara, nel luglio del 1710, fu il primo grande scontro che Lascelles dovette affrontare nella sua carriera

Posto in servizio in Spagna, combatté ad Almenara, Saragozza e a Villaviciosa. Lepell, uno degli ufficiali di maggior corso in Catalogna, riportò nel suo reggimento 107 morti, e soli due squadroni di dragoni pronti ad entrare in azione. Il reggimento venne sciolto nel novembre del 1712 nei prodromi della pace di Utrecht del 1713.
Lascelles venne posto a mezza paga sino al 1715, quando venne promosso capitano e destinato al reggimento di Grants, unità costituita in risposta alla rivolta giacobita scoppiata in quell'anno. Ad ogni modo non ebbe modo di combattere, destinato come fu al castello di Edimburgo. In riconoscimento del servizio prestato, Lascelles ottenne la cittadinanza onoraria della città di Glasgow.
Il reggimento di Grants venne sciolto nel 1718 e da quel momento i movimenti di Lascelles rimasero oscuri sino al 1723 quando divenne capitano dei Churchill's Dragoons, coi quali prestò servizio in Gran Bretagna. Nel 1733, divenne capitano delle Grenadier Guards col grado di tenente colonnello.
Con l'espansione seguita allo scoppio della guerra di successione austriaca, nel 1743 Lascelles venne elvato al rango di colonnello del 47th Foot e venne impiegato nella costruzione di strade militari presso Loch Lomond, parte di un nuovo sistema di collegamenti tra Dumbarton e Inverary. La strada venne completata nel maggio del 1745, due mesi prima che Carlo Edoardo Stuart lanciasse la rivolta del 1745. Dopo aver distaccato due compagnie al castello di Edimburgo, Lascelles ed il resto del suo reggimento si unirono alle truppe di John Cope.
Nella Battaglia di Prestonpans del 21 settembre, i giacobiti riuscirono a disperdere l'armata di Cope in meno di 15 minuti; Lascelles riuscì a fuggire ma gran parte dei suoi compagni d'arme finirono prigionieri. Processato dalla corte marziale nel 1746 assieme a Cope ed a Thomas Fowke, vennero tutti e tre esonerati, anche se Cope fu il più duramente colpito e non ebbe più comandi sul campo.

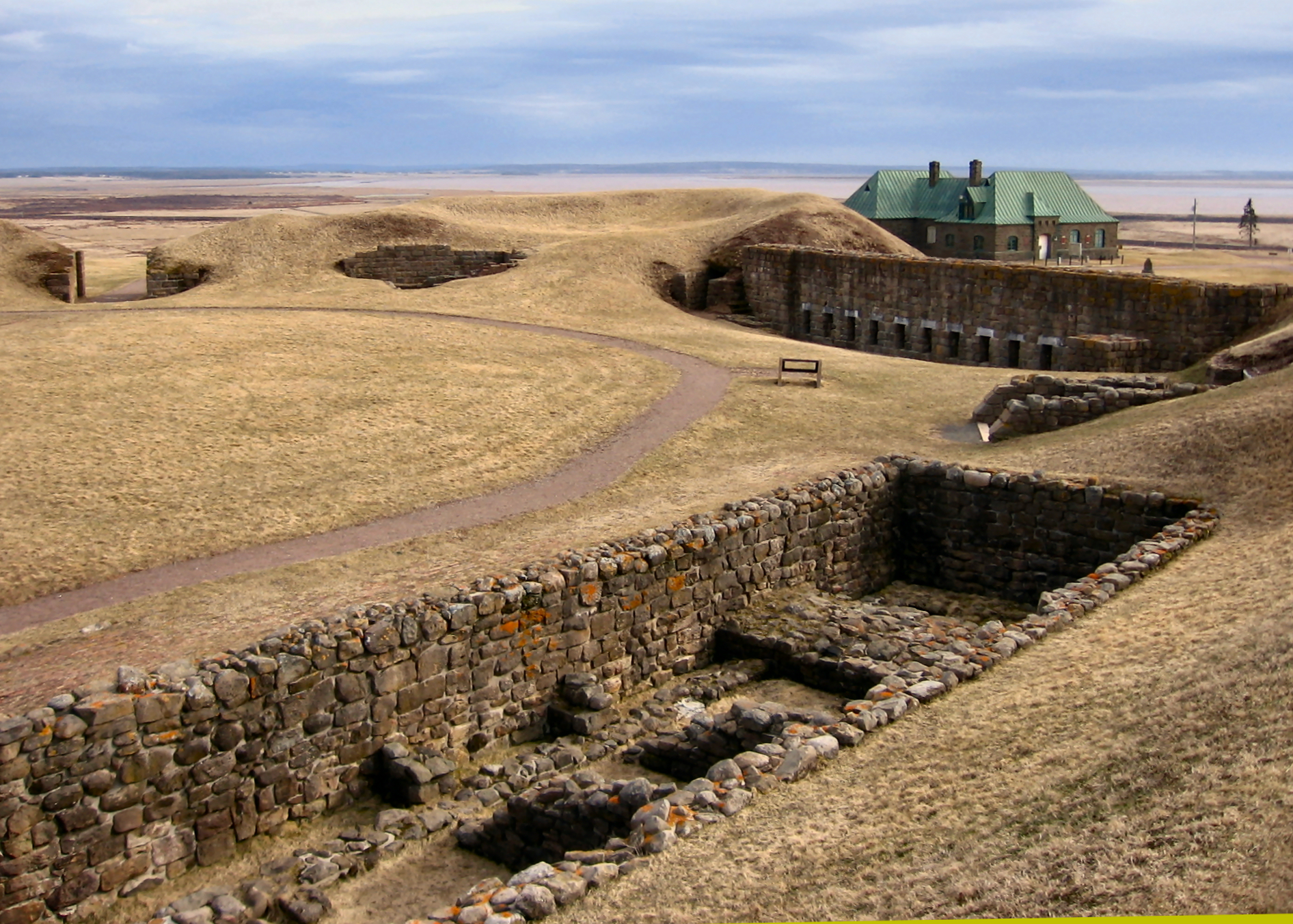
I resti di Fort Beausejour, sul sito della battaglia di Fort Beauséjour del 1755

Lascelles ed il suo reggimento vennero posti quindi in Nuova Scozia nel 1750; il conflitto tra inglesi e francesi era esploso in una serie di scontri noti come guerra di padre Le Loutre, e il più significativo di questi fu nel giugno del 1755 la battaglia di Fort Beauséjour. Rimase in nord America per buona parte della guerra dei sette anni, dal momento che il 47th che comandava componeva parte delle forze comandate dal generale James Wolfe col quale catturò Louisbourg nel 1758. Promosso tenente generale poco dopo, sempre col 47th combatté per la presa di Quebec nel 1759, operazione nella quale Wolfe rimase ucciso, e a Sainte-Foy nel 1760, per poi tornare in Gran Bretagna alla fine della guerra nel 1763.
Non è chiaro in che anno preciso Lascelles abbia terminato il proprio servizio attivo, ma diede le proprie dimissioni formali nel luglio del 1768 da colonnello del 47th. Morì il 26 marzo 1772 e venne sepolto nella St Mary's Church, Whitby, dove ancora oggi si trova il suo memorial.